# Challenge d'Asie de hockey sur glace 2008
Navigation
Édition suivante
Le Challenge d'Asie de hockey sur glace est la première édition de cette compétition organisée par la Fédération internationale de hockey sur glace (IIHF). Il se tient du 24 au 26 avril 2008 à Hong Kong. Toutes les rencontres ont lieu au Mega Ice. Taïwan remporte ce tournoi inaugural.

## Présentation
Afin d'offrir des rencontres compétitives aux sélections nationales asiatiques ne prenant pas part au Championnat du monde, la Fédération internationale de hockey sur glace (IIHF) décide d'organiser un tournoi régional les rassemblant. La première édition se déroule du 24 au 26 avril 2008 au Mega Ice, une patinoire située dans un centre commercial de Hong Kong. Six équipes y participent : Hong Kong, Macao, la Malaisie, Singapour, Taïwan et la Thaïlande,.
Les équipes sont rassemblées au sein d'un groupe unique et s'affrontent toutes une fois. Un classement est ensuite établi, celui-ci déterminant le vainqueur. La répartition des points est la suivante : 3 points pour une victoire dans le temps réglementaire, 1 point pour un match nul, 0 point pour une défaite. Chaque rencontre est jouée en deux périodes de 18 minutes.

## Résultats
| 24 avril 2008 | Thaïlande | 1-3 (0-3, 1-0) | Taïwan | Mega Ice |

| 24 avril 2008 | Singapour | 4-0 (1-0, 3-0) | Macao | Mega Ice |

| 24 avril 2008 | Hong Kong | 2-4 (0-1, 2-3) | Malaisie | Mega Ice |

| 24 avril 2008 | Macao | 2-3 (0-0, 2-3) | Thaïlande | Mega Ice |

| 24 avril 2008 | Malaisie | 2-1 (1-0, 1-1) | Singapour | Mega Ice |

| 24 avril 2008 | Hong Kong | 2-1 (1-0, 1-1) | Taïwan | Mega Ice |

| 25 avril 2008 | Taïwan | 2-1 (1-1, 1-0) | Singapour | Mega Ice |

| 25 avril 2008 | Macao | 2-6 (1-5, 1-1) | Hong Kong | Mega Ice |

| 25 avril 2008 | Thaïlande | 2-2 (0-1, 2-1) | Malaisie | Mega Ice |

| 25 avril 2008 | Macao | 0-9 (0-1, 0-8) | Taïwan | Mega Ice |

| 25 avril 2008 | Thaïlande | 0-1 (0-0, 0-1) | Singapour | Mega Ice |

| 26 avril 2008 | Taïwan | 5-2 (2-0, 3-2) | Malaisie | Mega Ice |

| 26 avril 2008 | Hong Kong | 2-4 (2-2, 0-2) | Thaïlande | Mega Ice |

| 26 avril 2008 | Malaisie | 4-0 (0-0, 4-0) | Macao | Mega Ice |

| 26 avril 2008 | Singapour | 0-1 (0-0, 0-1) | Hong Kong | Mega Ice |

## Classement
| Clt   | Équipe         | PJ | V | D | N | BP | BC | Diff | Pts |
| ----- | -------------- | -- | - | - | - | -- | -- | ---- | --- |
| +001, | Taipei chinois | 5  | 4 | 0 | 1 | 20 | 6  | +14  | 12  |
| +002, | Malaisie       | 5  | 3 | 1 | 1 | 14 | 10 | +6   | 10  |
| +003, | Hong Kong      | 5  | 3 | 0 | 2 | 13 | 11 | +2   | 9   |
| +004, | Thaïlande      | 5  | 2 | 1 | 2 | 10 | 10 | 0    | 7   |
| +005, | Singapour      | 5  | 2 | 0 | 3 | 7  | 5  | +2   | 6   |
| +006, | Macao          | 5  | 0 | 0 | 5 | 4  | 26 | -22  | 0   |

## Bilan
Taïwan remporte le premier Challenge d'Asie avec un bilan de quatre victoires pour une défaite, devançant la Malaisie et Hong Kong au classement. Le Malaisien Ban Kin Loke est désigné meilleur joueur du tournoi tandis que les Taïwanais Yu Kai-Wen et Cheng Chung-Yu terminent meilleurs pointeurs avec 8 points chacun.

## Effectif champion
L'effectif de Taïwan  déclaré vainqueur du Challenge d'Asie est le suivant :
- Gardiens de but : Ko Hsueh-Lin et Lin Tsung-Han
- Défenseurs : Chang Hsing-Han, Chen Yen-Chih, Cheng Chung-Yu, Cho Yu-Wei et Huang Jen-Hung
- Attaquants : Chang Pan-Yao, Chou Hung-Hsuan, Deng Wen-Fu, Huang Chien-Hsiang, Kuo Li-Hsin, Lee Chi-Hsin, Li Chung-Shiao et Yu Kai-Wen